# 多布雷什蒂鄉 (多爾日縣)
43°58′02″N 23°56′55″E / 43.9671°N 23.9486°E
多布雷什蒂鄉（羅馬尼亞語：Comuna Dobrești, Dolj），是羅馬尼亞的鄉份，位於該國西南部，由多爾日縣負責管轄，面積37平方公里，海拔高度93米，2007年人口2,686，人口密度每平方公里72人。